# Ciudad-mezquita de Bagerhat
La Ciudad-Mezquita de Bagerhat, está situada en el distrito de Bagerhat en el sudoeste de Bangladés, es una antigua ciudad que contiene una gran concentración de mezquitas y otros monumentos islámicos. Fundada en el siglo XV por Kan Jahan Ali, el lugar desde entonces fue conocido bajo el nombre de Khalifatabad. El lugar fue declarado por la Unesco como Patrimonio de la Humanidad en el año 1985.
La ciudad protege, entre otras cosas, a la Mezquita Shatgumbad o Mezquita de los Sesenta Pilares, una de los más antiguas de Bangladés. Tiene en realidad más de sesenta pilares, posee 81 gambuj o cúpulas, de las que 77 forman la cubierta y las cuatro restantes se disponen en cada esquina. La estructura está hecha de terracota y ladrillos.
Otras importantes mezquitas son, la Mezquita de las Nueve Cúpulas, la Mezquita Chillakhan y Sona, la Mezquita Anarkha, la Mezquita Dariakha y la Mezquita Katani.
El lugar incluye también tres lagos, Pacha, Ekhtiarkha y Buraka, y la tumba de Kan Jahan Ali.
- Datos: Q799893
- Multimedia: Bagerhat District / Q799893